# أورد (اسم)
أَوْرَد هو اسم علم مذكر من أصل عربي، وجاء الاسم على صيغة اسم التفضيل، ومعناه هو الأكثر شبهًا بلون الورد.

## شخصيات تحمل الاسم
أورد تشارلز وينغيت